# Dolmens du Bois Neuf
Les dolmens du Bois Neuf sont un groupe de trois dolmens situé à Marsac dans le département français de la Creuse.

## Historique
Le dolmen n°2 est décrit par Georges Janicaud en 1929. En 1994, le dolmen subit une fouille clandestine. Le défrichement de la parcelle permet de découvrir un deuxième dolmen (dolmen n°1) à environ 40 m plus au sud. Le troisième dolmen, situé à environ 150 m au nord, n'est signalé que plus tardivement et a fait l'objet de quatre campagnes de fouilles et d'une restauration entre 1996 et 1999.

## Dolmen n°1
Quand l'édifice fut découvert, il était totalement ruiné et les quelques éléments retrouvés furent jetés dans des fosses d'extraction de tuf situées à proximité.

## Dolmen n°2
Selon la description de Georges Janicaud, la table de couverture, désormais renversée, était constituée d'une dalle de granite à peu près rectangulaire, aux angles arrondis, de 2,90 m de longueur et 2 m de largeur, avec une face intérieure très plane et une face extérieure bombée, d'une épaisseur maximale de 0,60 m. Quatre orthostates encore dressés en place et des fragments d'au moins deux autres étaient encore visibles.
La fouille des déblais en 1995 a livré une armature de flèche à tranchant transversal, un éclat de jaspe et un éclat de silex.

## Dolmen n°3

### Architecture
Le dolmen fut édifié sur une légère pente dont le sol est constitué d'une arène granitique. La table de couverture mesure 2,40 m de longueur au maximum pour 1,30 à 1,40 m de large. Elle recouvre une chambre funéraire de 2 m de longueur sur 1 m au plus large, piriforme, délimitée à l'origine par neuf à dix orthostates légèrement inclinés vers l'intérieur, cette inclinaison semblant volontaire et non le résultat d'un affaissement naturel, permettant d'utiliser une table de couverture plus petite que la surface au sol de la chambre. L'existence de trois autres piliers, désormais disparus, est suggérée par la découverte de leurs fosses de calage lors des fouilles. Le sol était dallé vers le fond de la chambre sur une surface de 1 à 1,20 m.
La chambre était fermée par un bouchon constitué de pierres entassées sur une surface en forme d'entonnoir distincte du cairn. Celui-ci sensiblement de forme circulaire, est un simple entassement de pierres sans recherche esthétique précise type mur de parement. Cinq fosses furent découvertes autour du tumulus dont les deux plus grandes atteignent 1,50 m de profondeur. Elles pourraient correspondre aux carrières d'où furent extraites les pierres en granite utilisées pour la construction du cairn.

### Mobilier funéraire
L'acidité du sol n'a pas permis d'assurer la conservation d'éventuels ossements. La chambre avait été pillée à une époque inconnue mais un petit mobilier funéraire, constitué d'un matériel lithique en silex (quatre armatures de flèches à tranchant transversal, une lame, deux grattoirs, divers petits éclats), d'un petit galet en hématite et de tessons de poterie en mauvais état fut retrouvé au niveau du dallage et entre les piliers. Les armatures de flèches ont été attribuées au Néolithique moyen, les lames en silex et la poterie pourraient appartenir au Néolithique final.
Des tessons de poterie attribués à l'Âge du bronze, un couteau rougi au feu et une hache polie, des fragments de meule et de nombreux charbons de bois ont été découverts dans les fosses périphériques. La datation au radiocarbone des charbons de bois correspond à une période comprise entre 804 et 468 av. J.-C..

### Essai d'interprétation
Selon Joussaume, l'étude des fosses permet d'identifier quatre phases successives. Le dolmen aurait été édifié dans une première phase, au Néolithique moyen puis abandonné, dans un second temps, au Néolithique récent. Dans une troisième phase, au Néolithique final, les fosses furent partiellement recreusées et des poteaux en bois y furent dressés pour soutenir le cairn. L'ensemble fut accompagné de dépôts funéraires (poignards en silex, pointes de flèches à ailerons et pédoncules, poteries) et l'entrée du dolmen fut comblée avec un bouchon de pierres. Dans une dernière phase, les poteaux de bois ont été incendiés, peut-être volontairement. Au début de l'âge du fer, une population s'installe près du cairn.